# Protonemura angelieri
Protonemura angelieri är en bäcksländeart som beskrevs av Berthélemy 1963. Protonemura angelieri ingår i släktet Protonemura och familjen kryssbäcksländor. Inga underarter finns listade i Catalogue of Life.